# Venesaari (ö i Mellersta Finland)
Venesaari är en ö i Finland. Den ligger i sjön Kivijärvi och i kommunen Kinnula i den ekonomiska regionen  Saarijärvi-Viitasaari och landskapet Mellersta Finland, i den centrala delen av landet, 300 km norr om huvudstaden Helsingfors. Öns area är 0,6 hektar och dess största längd är 140 meter i nord-sydlig riktning.